# TVN24

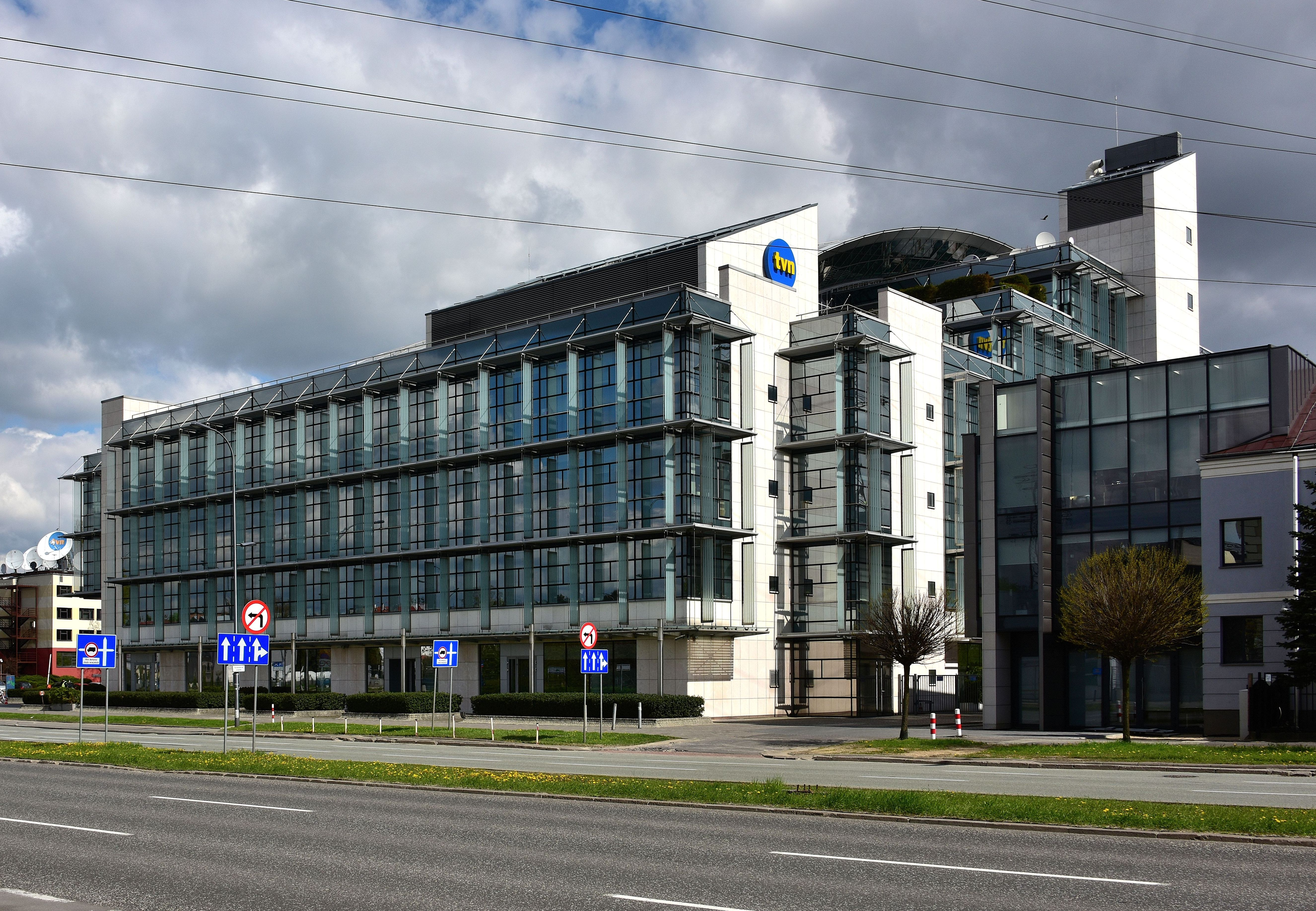
Główna siedziba TVN24 w budynku Media Business Centre w Warszawie

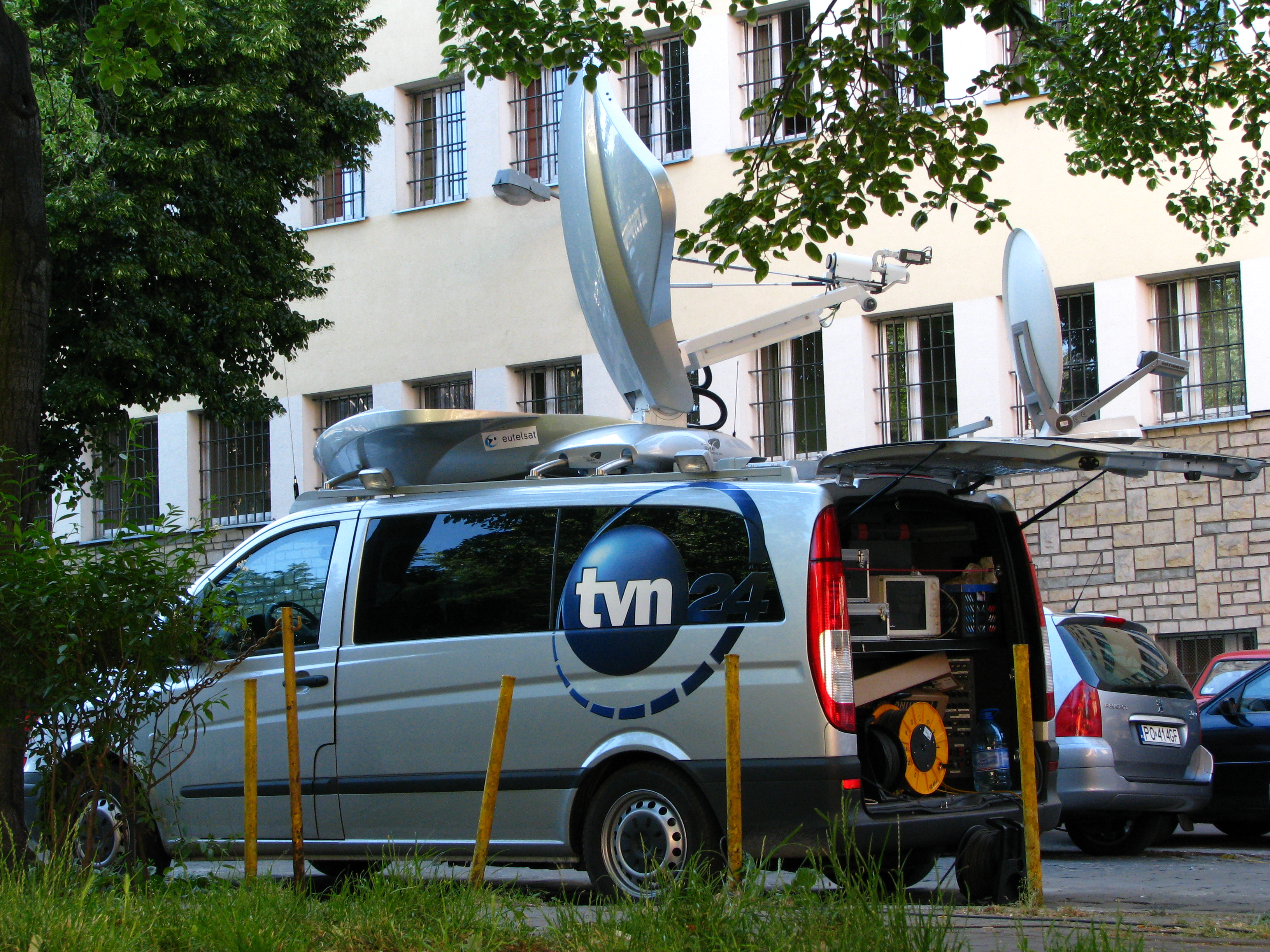
Wóz reporterski TVN24 gotowy do relacji

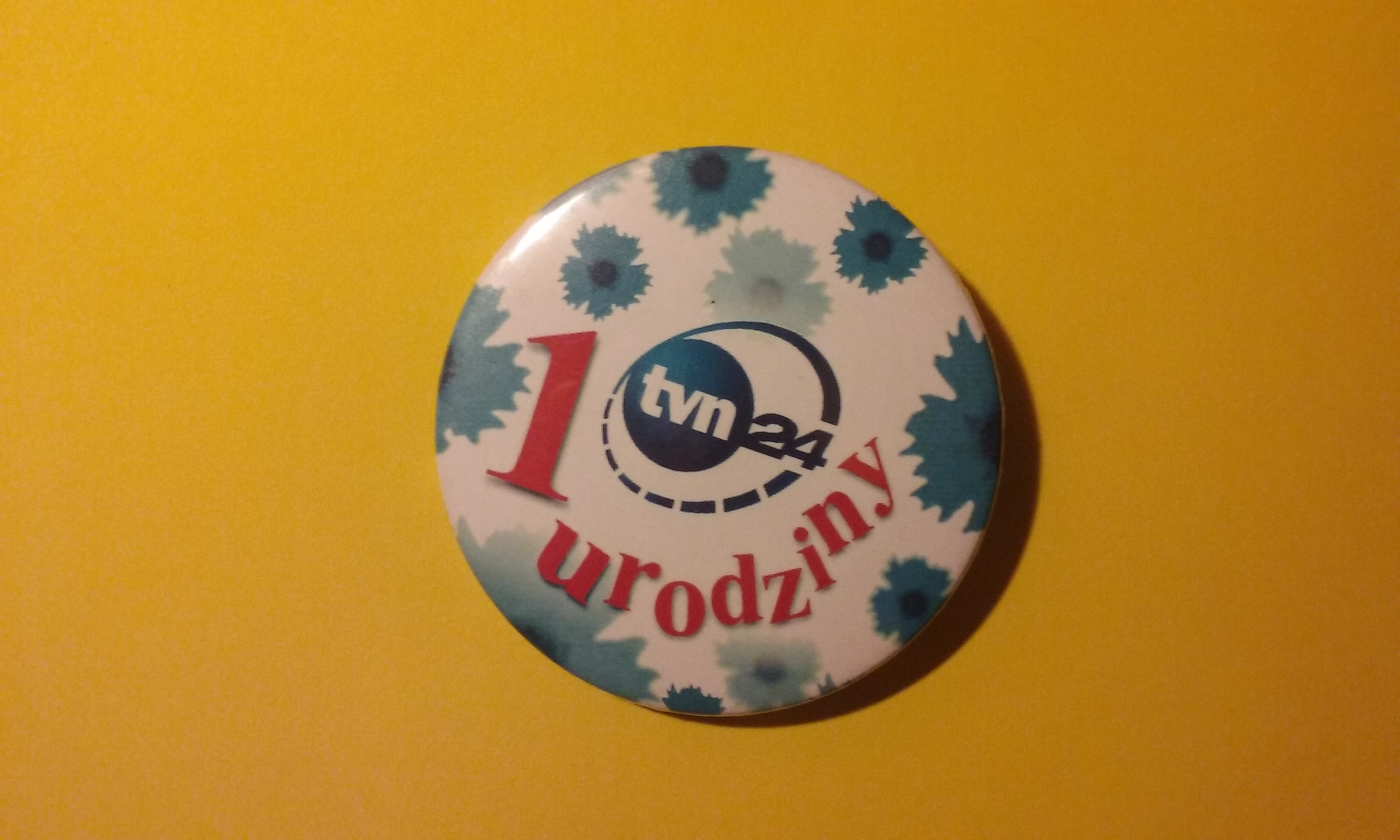
Pracownicza plakieta okolicznościowa z okazji pierwszych urodzin stacji

TVN24 – pierwsza polska telewizja informacyjna, nadająca program przez całą dobę.
W TVN24 zatrudnionych jest ponad 200 osób. Siedziba stacji mieści się w Warszawie, przy ulicy Wiertniczej 166.

## Historia
TVN24 powstała 9 sierpnia 2001 jako pierwszy kanał tematyczny Grupy TVN. Jej prezesem został Maciej Sojka, dyrektorem programowym Adam Pieczyński, a szefem zespołu wydawców Grzegorz Miecugow.
Pierwszy okres działalności TVN24 naznaczony był ogromnymi trudnościami w dotarciu do odbiorców. Negocjacje z reprezentantami największych sieci telewizji kablowej przeciągały się – zdaniem drugiej strony – przez zbyt wygórowane warunki finansowe stawiane przez TVN24.
Pierwszy przełom nastąpił 11 września 2001. TVN24 jako pierwsza polska stacja podała informacje o zamachach w Nowym Jorku i Waszyngtonie i rozpoczęła relacjonowanie na żywo wydarzeń w USA. Relacja ta stała się punktem zwrotnym w historii TVN24, na kilka godzin TVN zawiesił emisję normalnego programu i zamiast tego udostępnił swoją antenę dziennikarzom TVN24. Po raz pierwszy program TVN24 dotarł do tak licznych odbiorców. Dzięki tej promocji, a także stopniowemu finalizowaniu umów z operatorami kablowymi – TVN24 wkrótce osiągnął 1% udziałów w rynku. W lipcu 2007 roku oglądalność TVN24 wynosiła średnio około 3,93% i jeszcze bardziej wzrasta w trakcie transmisji istotnych wydarzeń. 7 czerwca 2009 r. TVN24 jako pierwsza telewizja w Polsce wykorzystała funkcję wideoportacji podczas połączenia z reporterem. W trakcie wieczoru wyborczego po wyborach do Parlamentu Europejskiego w wirtualnym studiu pojawiła się reporterka Inga Rosińska, która w tym czasie przebywała w Brukseli.
5 lipca 2006 TVN24 ogłosiła fuzję z TVN. Komunikat głosił, że „połączenie obu spółek jest realizacją średnio i długoterminowej strategii Grupy TVN w zakresie produkcji i nadawania programów tematycznych”. Od marca 2009 stacja korzysta z wirtualnego studia 3D. Zadebiutowało ono w nieistniejącym już Skanerze politycznym. Obecnie wykorzystywane jest w większości programów stacji.
Od 2 marca 2009 kanał nadaje w formacie 16:9 oraz z lepszą jakością obrazu. 4 marca 2009 włączono tryb safe area. Powodem tych zmian było niedostosowanie niektórych sieci kablowych oraz starych dekoderów Cyfry+, które nie posiadały funkcji letterbox, zapobiegającej „obcinaniu” boków w formacie 4:3. 16 marca 2009 kanał powrócił częściowo do grafiki i kadrowania w formacie 16:9 bez safe area. Pasek na dole zmieniono z tickera przewijanego w pionie na przewijany w poziomie, a pasek górny z pilnymi informacjami na ticker przewijany w pionie.
W związku z reorganizacją stacji TVN, w skład TVN24 wcielono także krakowski ośrodek TVN, funkcjonujący dawniej jako Telewizja Wisła i TVN Południe. Do zespołu dołączyli niektórzy dziennikarze nieistniejącej już stacji TVN Warszawa. Stało się tak, ponieważ 25 marca 2011 zaprzestano nadawania programów na żywo, a w maju tego roku kanał przestał nadawać.
11 listopada 2011 roku w czasie zamieszek podczas Marszu Niepodległości na placu Na Rozdrożu w Warszawie nieznani sprawcy podpalili wóz transmisyjny TVN24 i samochód osobowy TVN Meteo.
1 lipca 2019 został wyłączony satelitarny przekaz w jakości SD.
W listopadzie 2020 udział stacji w rynku wynosił 6,06% w grupie 4+ i 3,91% w grupie 16–49. W 2023 roku udział wynosił 5,73% w grupie 4+ i 3,92% w grupie 16–59.

## TVN24 obecnie
Na antenie TVN24 serwisy informacyjne pojawiają się co pół godziny; w pozostałym czasie nadawane są programy publicystyczne, reportaże, magazyny i wywiady. Przez cały czas nadawania programu na dole ekranu wyświetlany jest ticker (pasek informacyjny) z najważniejszymi informacjami dnia. TVN24 tworzy ok. 5-minutowe serwisy informacyjne dla programu Dzień Dobry TVN.
TVN24 wykorzystuje dwa śmigłowce należące do prywatnego operatoraSky Poland. Robinson Raven R44 (zn. rej. SP-SKY), który został pierwotnie nazwany „Błękitny 24”, zadebiutował 28 sierpnia 2007 w programie Traffic. Jest on wyposażony w pięć kamer i przystosowany do nadawania sygnału na żywo. 11 czerwca 2009, w Poranku TVN24 wyemitowano na antenie przekaz z nowego śmigłowca reporterskiego Robinson R44 Raven II Newscopter HD (zn. rej. SP-TVN).
Od grudnia 2019 roku stacją nadzoruje Michał Samul. 
13 maja 2023 roku stacja zmieniła ekranową oprawę graficzną przy czym nie zmieniła się jej kolorystyka i nie zmieniło się logo stacji.

### TVN24HD

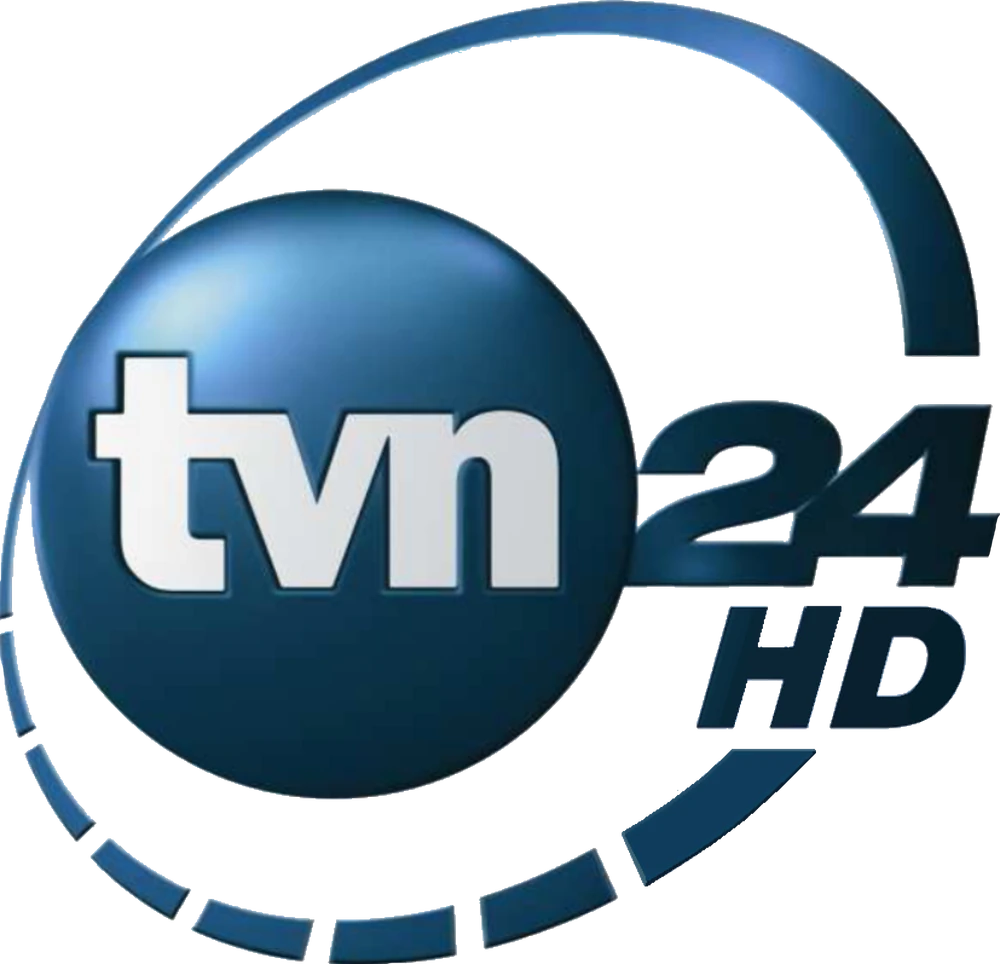
Logo TVN 24 HD (emitowane do 13 maja 2023)

30 listopada 2012 roku została uruchomiona wersja kanału w wysokiej rozdzielczości – TVN24 HD, która była retransmisją kanału TVN24 w czasie rzeczywistym w rozdzielczości 1080i. Od 1 lipca 2019 TVN24 nie nadaje wersji SD stacji.

### TVN24.pl
19 marca 2007 uruchomiono portal informacyjny TVN24.pl. Portal oferuje relacje i krótkie filmy wideo oraz szczegółowe informacje o wydarzeniach w Polsce, za granicą, o rynkach biznesowych, prognozie pogody, sporcie czy ciekawostkach.

## Studio TVN24
6 września 2004 TVN24 uruchomiło wspólne z programem Fakty studio zaprojektowane przez firmę BDI. Jego koszt wyniósł ponad 5 mln euro.
Na środku studia znajduje się obrotowy stół prezenterski, dzięki czemu na antenie TVN24 można zobaczyć dziesiątki różnych ujęć. Na ścianach powieszono ekrany plazmowe, na jednej z nich umieszczony jest duży ekran tylnoprojekcyjny. W studiu mieści się 100 stanowisk pracy dziennikarzy oraz nowoczesna reżyserka. W newsroomie znajdują się również kamery na kółkach oraz wysięgnikach, niewymagające pracy operatorów kamer.
W 2007 wprowadzono w studiu więcej białych elementów współgrających z nową oprawą graficzną, min.: białe kolumny w newsroomie, podświetlenie ściany z ekranami TV. Przebudowano także nieco stół prezenterski oraz odświeżono pozostałe elementy newsroomu.
W 2009 ponownie przebudowano stół prezenterski. Zmiana jest związana z metamorfozą Poranka TVN24.
Od 20 maja 2012 roku TVN24 i Fakty TVN nadawane były wyłącznie ze studia wirtualnego oraz zaimprowizowanego newsroomu w holu głównym ze względu na remont głównego studia, który zakończył się 2 października 2012. W środę 3 października 2012 w 15. rocznicę pierwszej emisji Faktów oddano do użytku nowe studio. Początkowo jednak z niego nadawane były Fakty, Fakty po południu, Fakty po Faktach oraz programy specjalne. Na co dzień, studio ruszyło dopiero 10 października 2012 i od tego dnia TVN24 z niego korzysta. W lipcu 2024 roku rozpoczęto kolejny remont studia, w wyniku czego programy stacji zostały przeniesione do studia TVN24BIS oraz do studia wirtualnego.

## Oddziały lokalne
Rozlokowane w polskich miastach ośrodki lokalne TVN24, pozwalają bezpośrednio i natychmiast przekazywać najistotniejsze wydarzenia z regionów. Dziennikarze TVN24 relacjonują zarówno z regionalnego studia (charakterystyczne okno i w tle widok na miasto), jak i z terenu, dzięki wozom reporterskim wykorzystującym łącza satelitarne, ale przede wszystkim światłowodom, które łączą warszawskie studio TVN24 z ośrodkami regionalnymi. Stacja posiada także pięć biur zagranicznych.
Regionalne oddziały TVN24 mieszczą się w:
- Krakowie
- Łodzi
- Katowicach
- Wrocławiu
- Gdańsku
- Poznaniu
- Szczecinie
- Białymstoku
- Toruniu[17]

Biura zagraniczne TVN24 International mieściły się w:
- Niemcy

## Krytyka i kontrowersje
16 lipca 2008 roku Prawo i Sprawiedliwość rozpoczęło bojkot stacji. Ówczesny szef klubu PiS – Przemysław Gosiewski oznajmił, iż „posłowie PiS nie będą brali udziału w programach informacyjnych TVN i TVN24, bo widzimy brak obiektywizmu dziennikarskiego i w tej sprawie nie możemy godzić się na tego typu praktyki”. W odpowiedzi na te słowa rzecznik TVN24 Karol Smoląg oznajmił, iż programy informacyjne stacji TVN24 i TVN pozostaną otwarte dla członków PiS-u. 14 stycznia 2009 komitet polityczny PiS-u zdecydował o zawieszeniu bojkotu. W tym dniu w programie stacji TVN24 wzięła udział Grażyna Gęsicka.
Manifestację pod siedzibą telewizji zorganizował Janusz Palikot. Powodem tego był brak zaproszenia dla członków jego partii do cyklu debat przed wyborami parlamentarnymi w 2011 roku. Pomimo braku zmiany decyzji sam lider ugrupowania często pokazywał się w tej stacji.
TVN24 jest bardzo często krytykowana przez polityków Prawa i Sprawiedliwości oraz konserwatywnych dziennikarzy i publicystów, którzy zarzucają stacji stronniczość, manipulację oraz sprzyjanie politykom i działaczom Platformy Obywatelskiej, Polskiego Stronnictwa Ludowego, Nowoczesnej oraz Komitetu Obrony Demokracji. W 2015 roku ówczesny kandydat w wyborach na prezydenta Polski i założyciel oraz lider ruchu Kukiz’15 Paweł Kukiz zarzucił TVN24 uprawianie propagandy. 20 stycznia 2018 roku politycy Ruchu Narodowego zarzucili tendencyjność materiału telewizyjnego przygotowanego na temat stowarzyszenia „Duma i Nowoczesność” przez program „Superwizjer” nadawany na antenie TVN24.
7 sierpnia 2020 Sąd Apelacyjny w Warszawie w związku z pozwem Ministerstwa Sprawiedliwości prawomocnie nakazał stacji emisję sprostowania informacji w wyemitowanym na jej antenie programie „Czarno na białym” z października 2018 roku o rejestrze sprawców przestępstw na tle seksualnym.
28 października 2020 Krajowa Rada Radiofonii i Telewizji wezwała stację do zaprzestania używania określenia „Trybunał Konstytucyjny Julii Przyłębskiej” podczas informowania o wyroku Trybunału Konstytucyjnego z dnia 22 października 2020 oraz relacjonowania protestów, jakie rozpoczęły się po jego ogłoszeniu. KRRiT uznała, iż takie oraz podobne sformułowania wprowadzają widzów w błąd i mogą „stanowić element nękania, zastraszenia, a nawet mowy nienawiści” wobec prezes TK Julii Przyłębskiej.

## Programy TVN24
Sekcja stanowi zestawienie aktualnie emitowanych programów na kanale TVN24.

### Programy informacyjne
- Poranek TVN24 (znany również jako Wstajesz i Wiesz / Wstajesz i Weekend) – poranny program emitowany od 5:55 do 10:00 (w sobotę do 11:00, a w niedzielę do 10:45).
- Dzień na żywo – pasmo serwisów informacyjnych, ekonomicznych i prognozy pogody. Relacje reporterów z kraju i zagranicy. Transmisje najważniejszych wydarzeń, konferencji prasowych, komentarze ekspertów oraz rozmowy z gośćmi zaproszonymi do studia[34].
- 15 na żywo – podsumowanie dnia emitowane od poniedziałku do piątku o 15:00 przez Annę Jędrzejowską wraz z prezenterami Dnia na żywo[35].
- Fakty po południu – popołudniowe wydanie Faktów emitowane codziennie o 16:00, prowadzone przez m.in. Anitę Werner i Piotra Marciniaka[36].
- Fakty po Faktach – program publicystyczny emitowany zaraz po głównym wydaniu Faktów (około 19:25–19:30), z rozmowami i analizą bieżących tematów[37].

- Polska i świat – magazyn informacyjny emitowany od poniedziałku do piątku o 21:00, skoncentrowany na wydarzeniach zagranicznych[38].

### Publicystyka
- Kropka nad i – publicystyczny talk-show prowadzony przez Monikę Olejnik, emitowany o 20:00 od poniedziałku do czwartku[39].
- Czarno na białym – cotygodniowa analiza kilku istotnych zagadnień społeczno-politycznych, od poniedziałku do czwartku o 20:30[40].
- Superwizjer – magazyn reporterów TVN, który specjalizuje się w dziennikarstwie śledczym; emitowany w soboty o 20:00. Każdy odcinek jest poświęcony jednej historii[41].
- Loża prasowa – cotygodniowe komentowanie prasy przez dziennikarzy i publicystów, prowadzi Małgorzata Łaszcz, emitowane w niedzielę o 11:55 lub 11:50[42].
- Tak jest – publicystyczne podsumowanie dnia z udziałem Andrzeja Morozowskiego, emitowane zwykle o 18:00[43].

- Szkło kontaktowe – satyryczny komentarz do najważniejszych wydarzeń politycznych i społecznych w luźnej formule. Emitowany codziennie o 22:00[44].
- Kadr na kino – cykl filmowy z recenzjami i informacjami kulturalnymi prowadzony przez Ewelinę Wittenberg; emitowany w weekendy o nieregularnej porze[45].
- Bez kitu – program publicystyczny emitowany w piątki o godzinie 20:00[46].

### Magazyny dokumentalne
- Dokument w TVN24 – niedzielny blok z filmem dokumentalnym i dyskusją z dziennikarką Ewą Ewart[47].

## Galeria

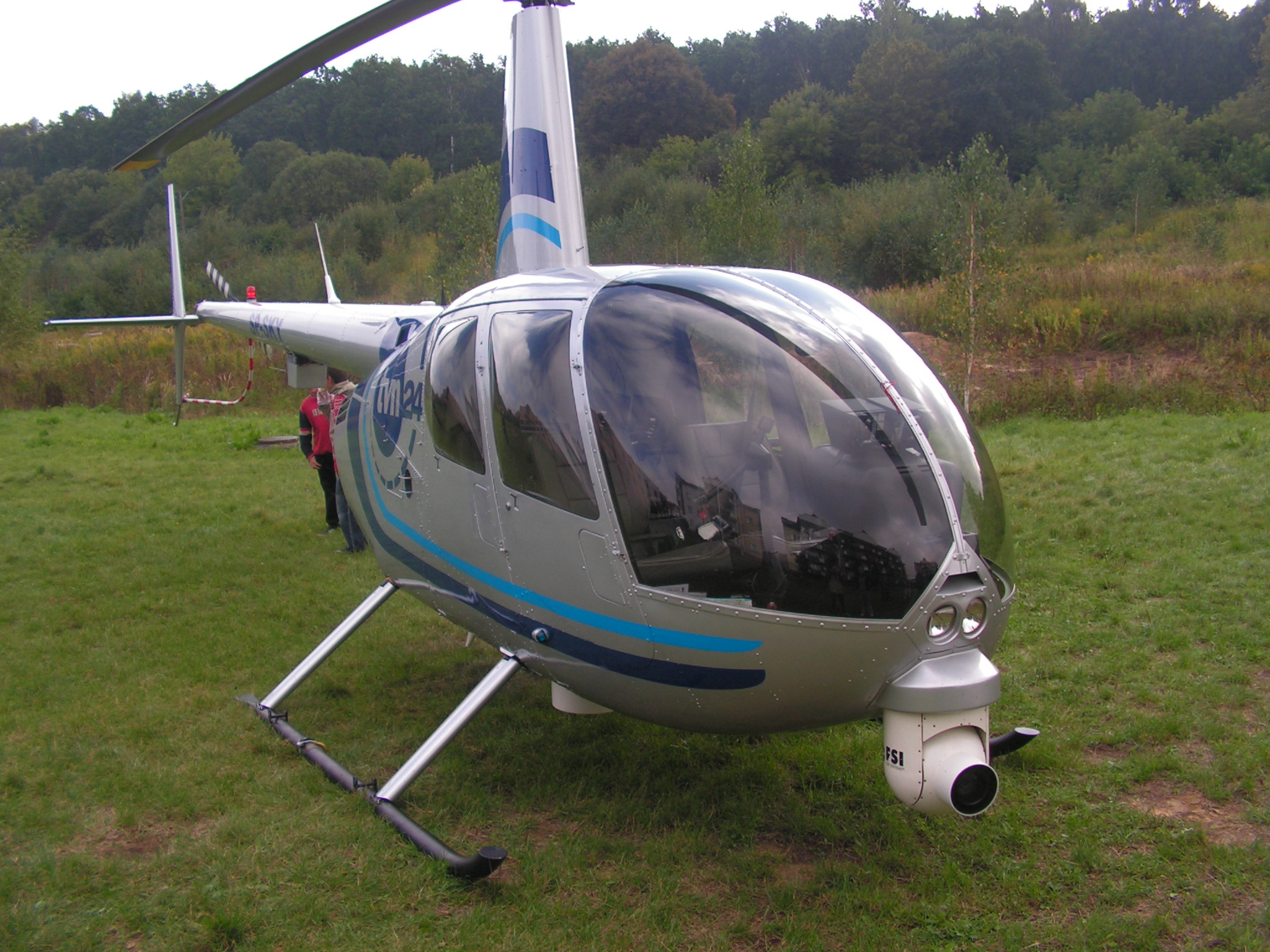
Śmigłowiec „Błękitny 24” Robinson Raven R44
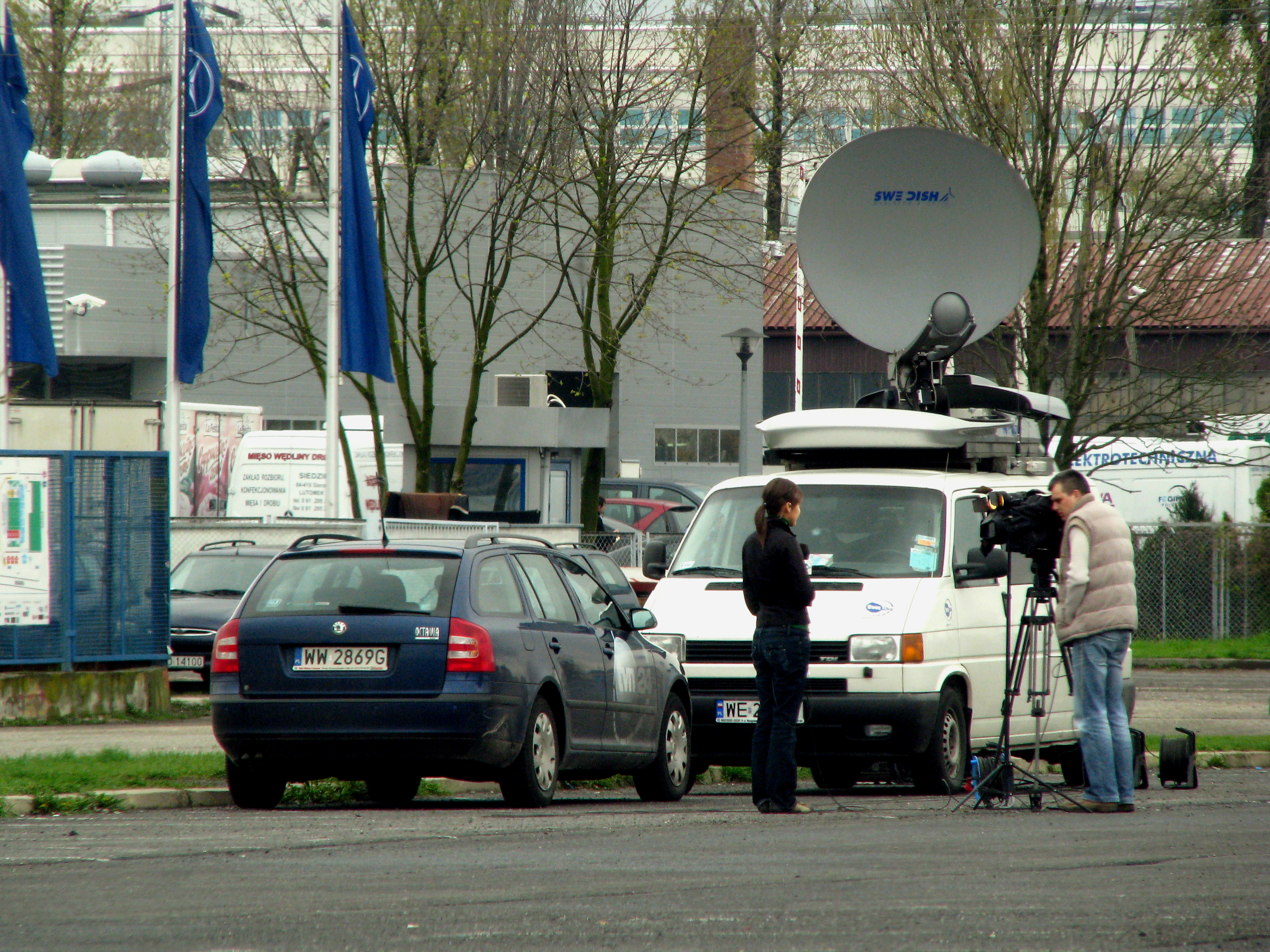
Relacja na żywo z Poznania
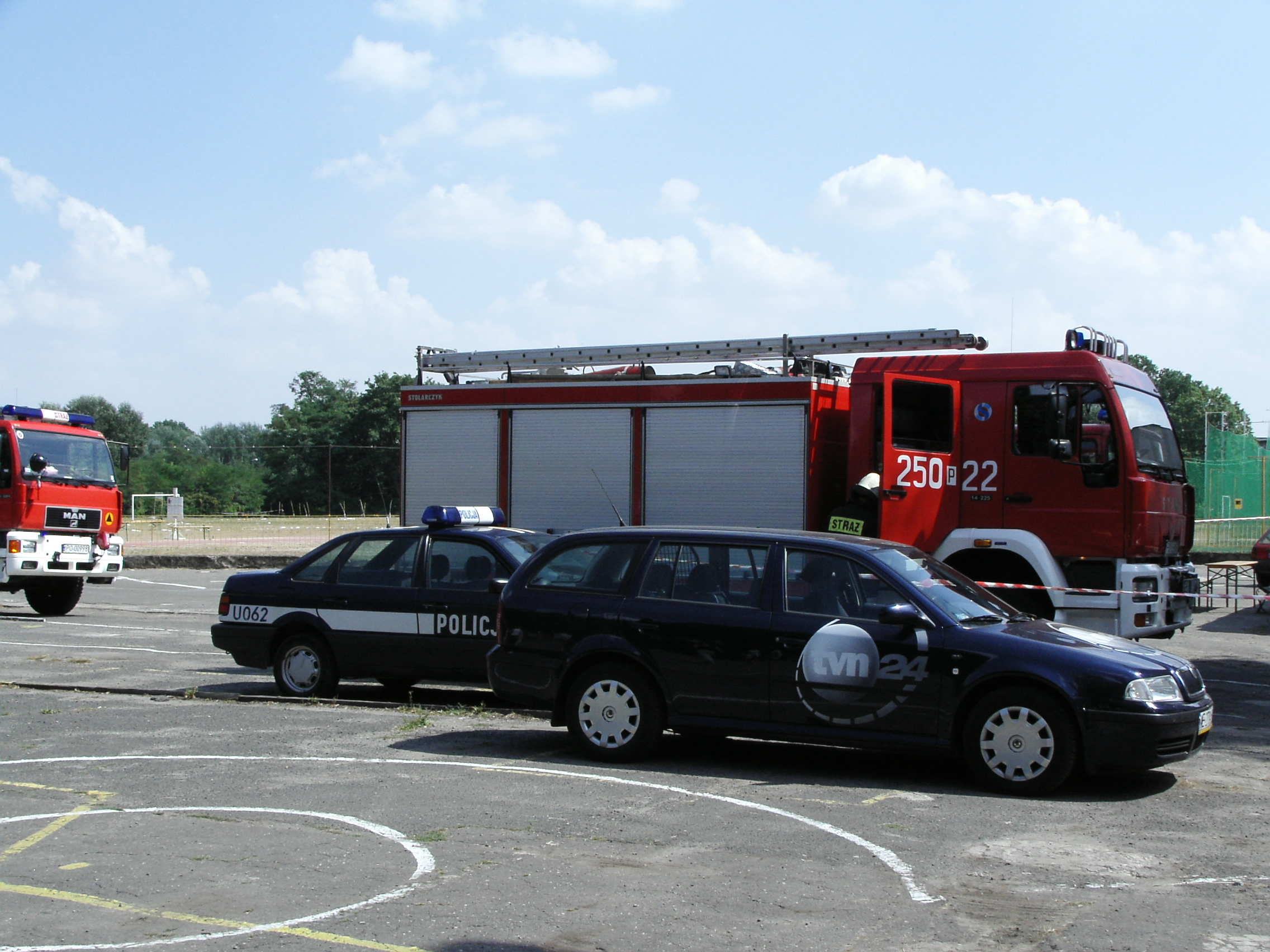
TVN-owska Škoda na miejscu katastrofy
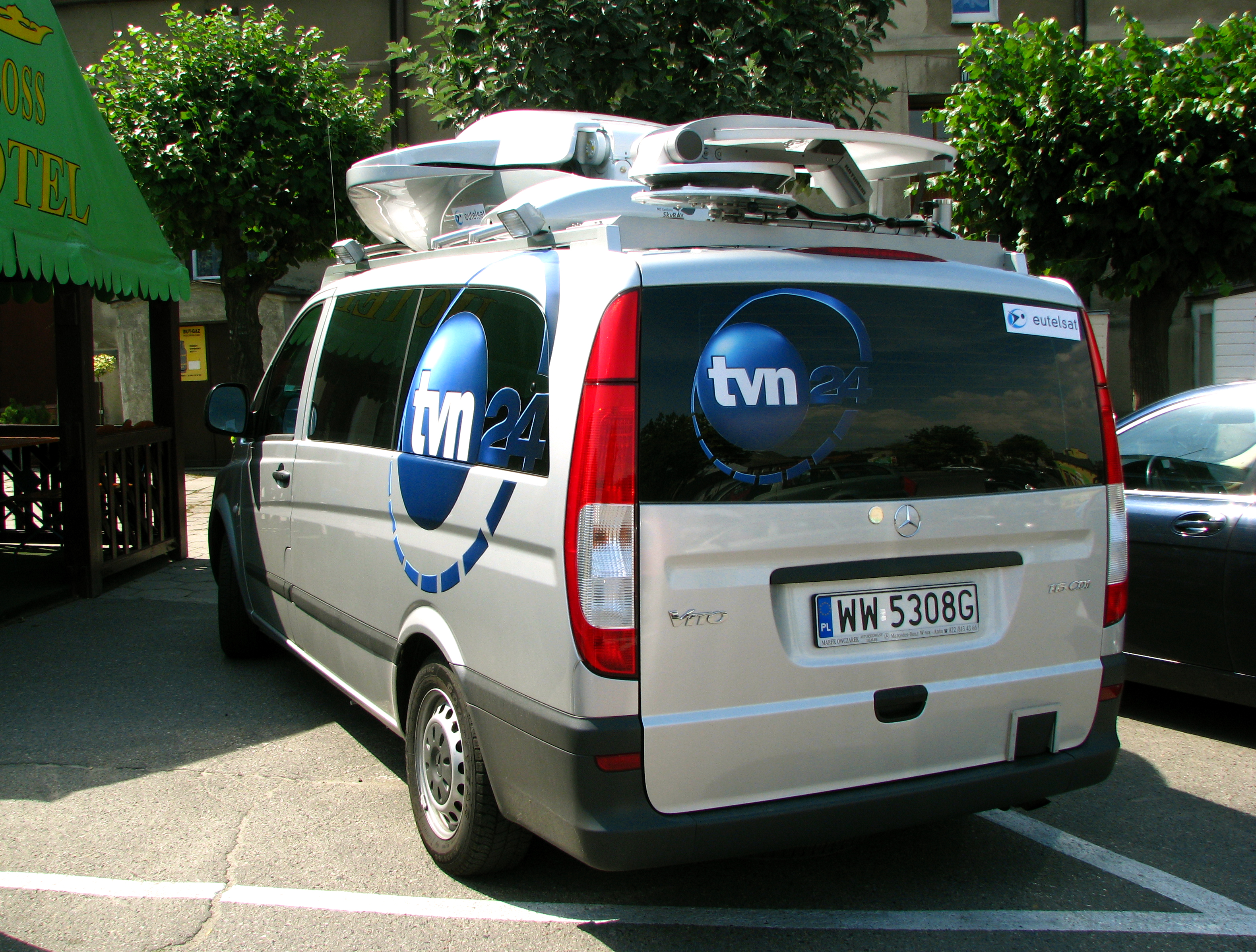
Satelitarny Mercedes Vito, ze sprzętem nadawczym w pozycji „złożonej do przejazdu”
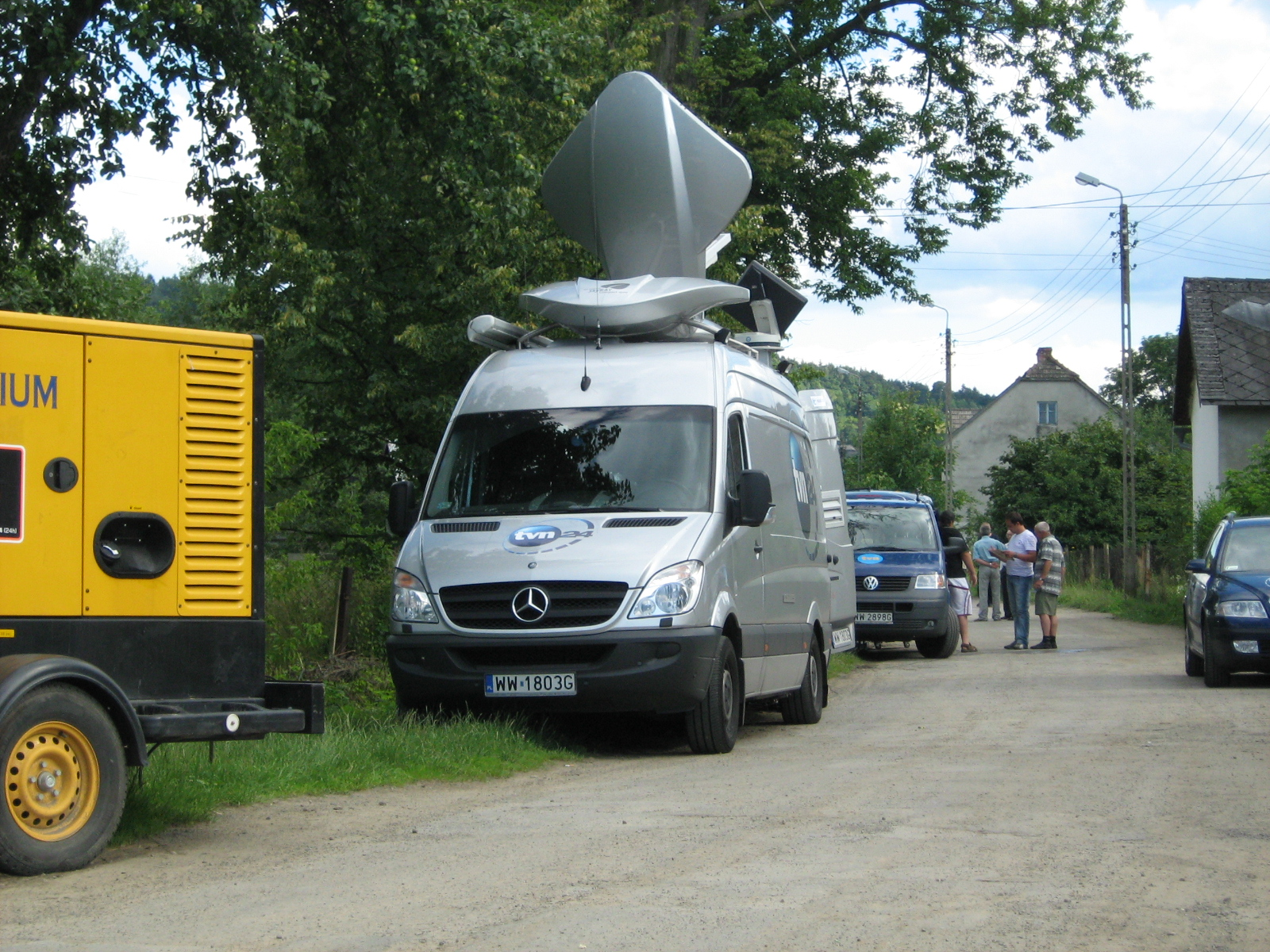
Satelitarny Mercedes Sprinter. Relacja na żywo ze Skawiec.
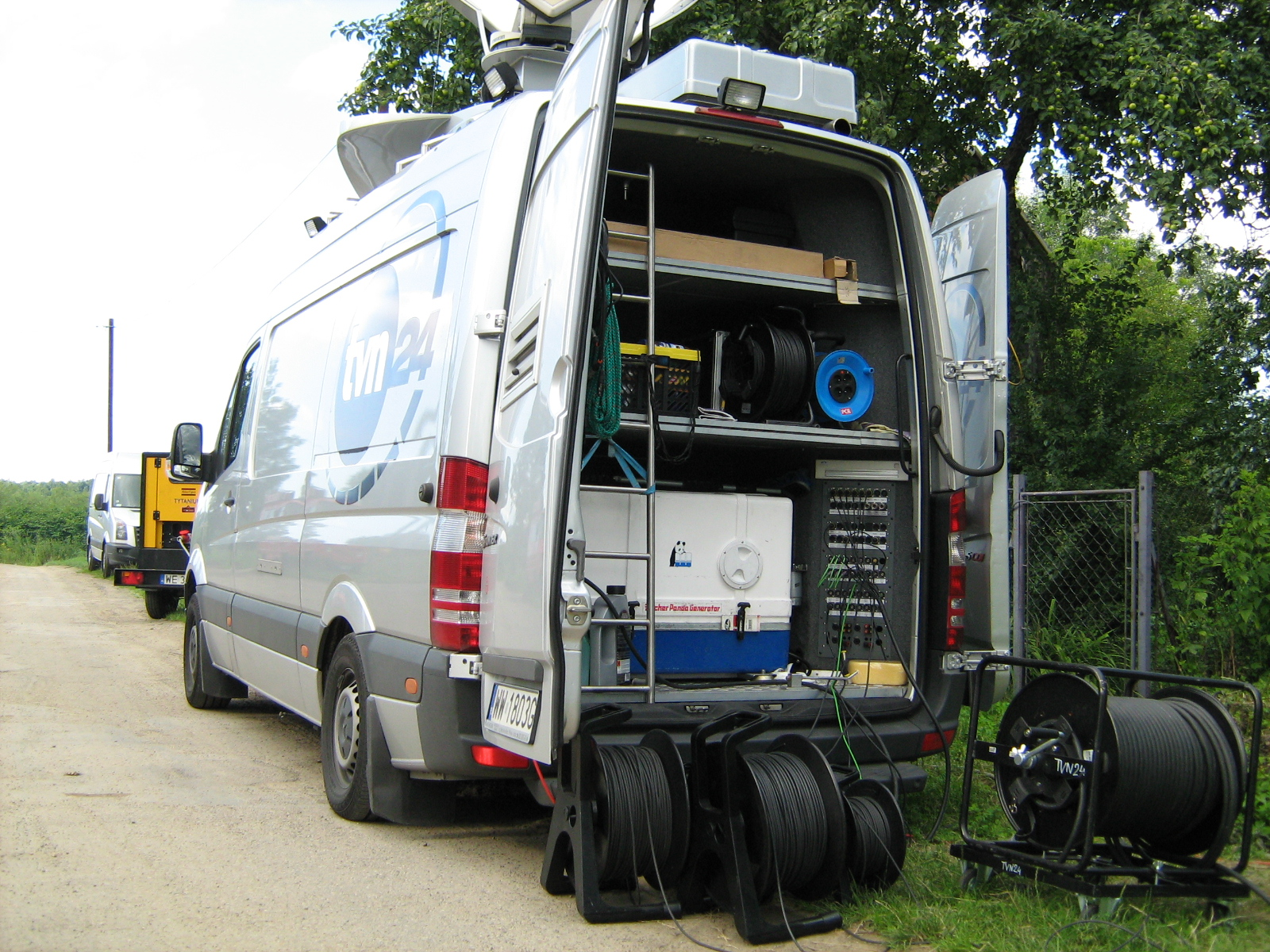
Satelitarny Mercedes Sprinter. Relacja na żywo ze Skawiec
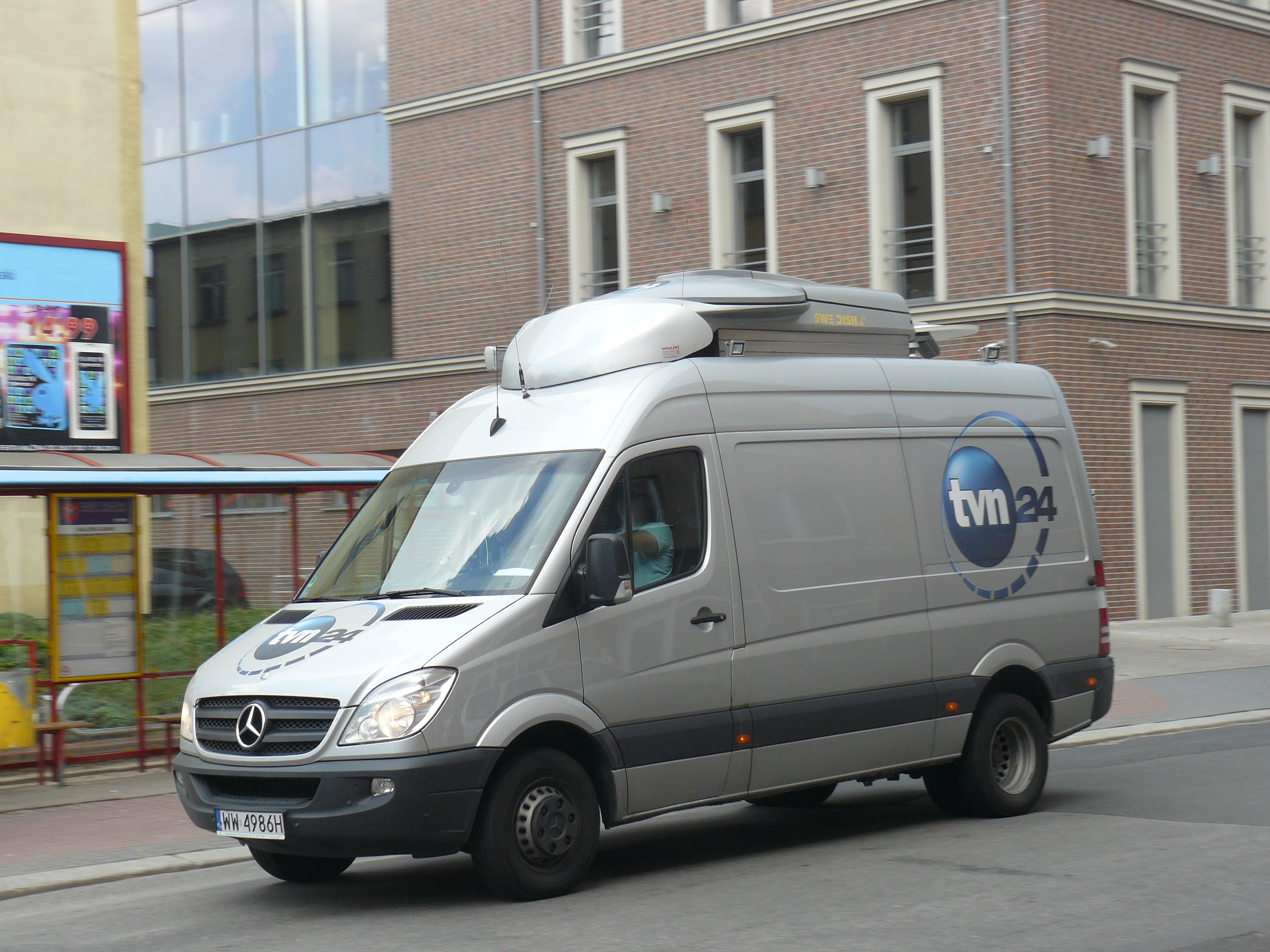
Satelitarny Mercedes Sprinter – Ostrów Wielkopolski